# Circle Album Chart
Le  Circle Album Chart (anciennement  Gaon Album Chart), une partie du Circle Music Chart, est un classement national qui classe les meilleurs albums en termes de ventes, y compris les mini-albums et les single albums en Corée du Sud. Ses données viennent de la Korea Music Content Industry Association. Il suit les ventes depuis début 2010 et a été lancé en février 2010 en tant que partie du Gaon Music Chart. Le classement est réalisé sur la base du nombre d'albums expédiés aux magasins, à l'échelle nationale mais aussi internationale. Les résultats sont publiés dans un format hebdomadaire, mensuel et annuel (fin d'année).
En février 2011, des informations ont été publiées à la fois sur les ventes d'albums en ligne et hors-ligne de 2010, incluant une panne détaillée des données du classement en ligne. Ce fut la première fois que les ventes d'album hors-ligne furent sorties depuis 2008 lorsque la Music Industry Association of Korea a arrêté de collecter des données.

## Histoire
Le Gaon Music Chart, lancé en février 2011, est le résultat des efforts faits par le Ministère de la Culture, des Sports et du Tourisme et de la Korea Music Content Industry Association pour créer un classement national pour la Corée du Sud, qui serait similaire au Billboard Chart et à l'Oricon. Le classement suit les ventes selon les données en ligne et hors-ligne que lui procure les fournisseurs de musique en ligne: Bugs, Olleh Music, MelOn, Genie, Cyworld, Monkey3, Daum Music, Naver Music, Mnet et Soribada; et les distributeurs d'albums: LOEN Entertainment, CJ E&M Music and Live, KT Music, Sony Music Korea, Neowiz Internet, Universal Music Korea et Warner Music Korea.

## Liste des numéros un
- Gaon Album Chart 2010
- Gaon Album Chart 2011
- Gaon Album Chart 2012
- Gaon Album Chart 2013
- Gaon Album Chart 2014
- Gaon Album Chart 2015
- Gaon Album Chart 2016

## Meilleures ventes d'albums

### 2016
| #  | Album                     | Artiste | Label                 | Total des ventes | Format     |
| -- | ------------------------- | ------- | --------------------- | ---------------- | ---------- |
| 1  | WINGS                     | BTS     | Big Hit Entertainment | 751,301          | Full Album |
| 2  | EX'ACT (version coréenne) | EXO     | SM Entertainment      | 549,378          | Full Album |
| 3  | For Life                  | EXO     | SM Entertainment      | 438,481          | EP         |
| 4  | Young Forever             | BTS     | Big Hit Entertainment | 368,369          | Full Album |
| 5  | TWICEcoaster : LANE 1     | TWICE   | JYP Entertainment     | 350,852          | EP         |
| 6  | Hey Mama!                 | EXO-CBX | SM Entertainment      | 275,191          | EP         |
| 7  | LOSE CONTROL              | LAY     | SM Entertainment      | 274,238          | EP         |
| 8  | EX'ACT (version chinoise) | EXO     | SM Entertainment      | 247,899          | Full Album |
| 9  | LOTTO                     | EXO     | SM Entertainment      | 232,564          | Repackage  |
| 10 | FLIGHT LOG : TURBULENCE   | GOT7    | JYP Entertainment     | 225,617          | Full Album |